# Nieszawa

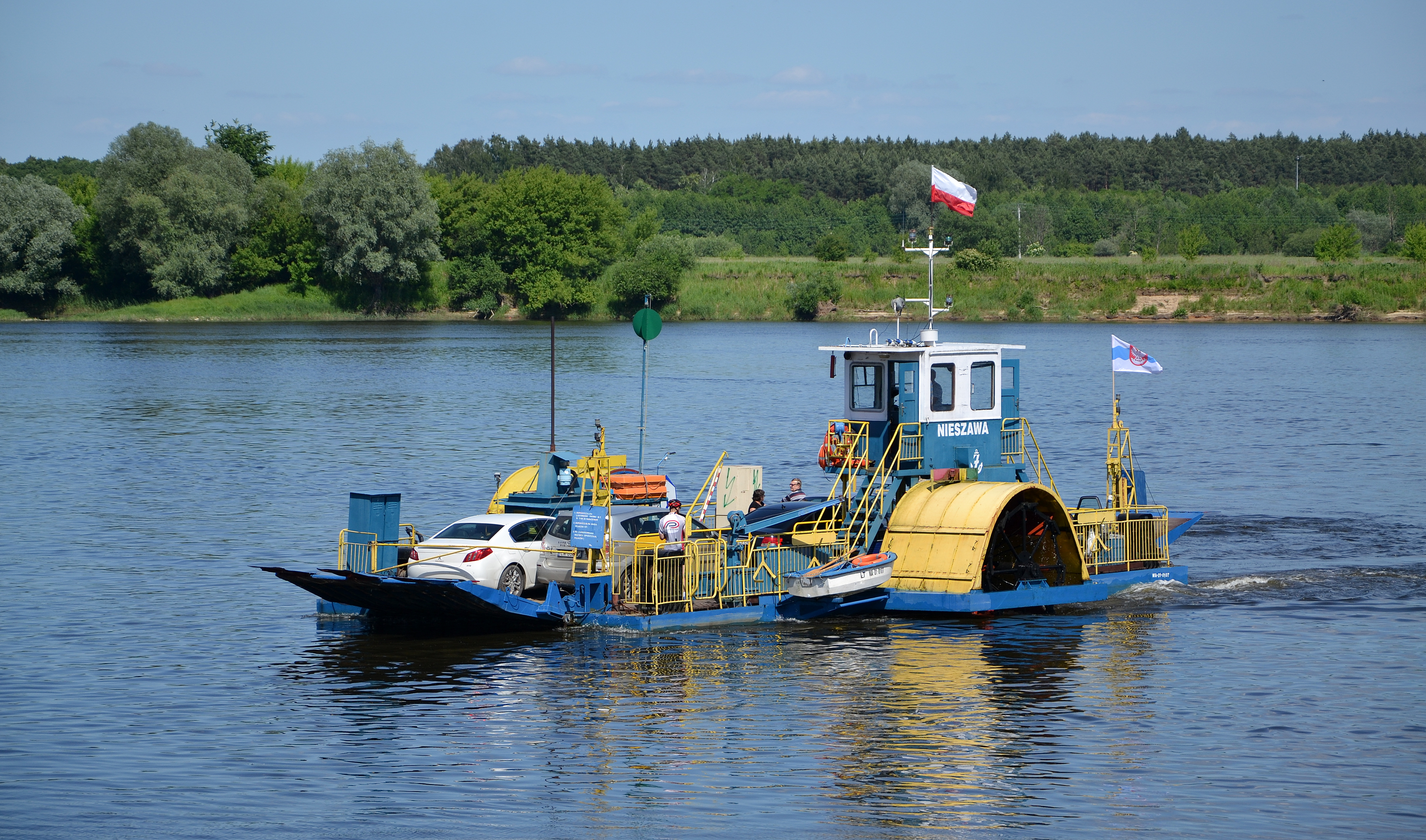
Przeprawa promowa w Nieszawie

Nieszawa (niem. Nessau) – miasto w Polsce, położone w województwie kujawsko-pomorskim, w powiecie aleksandrowskim, na lewym brzegu Wisły w jej pradolinie, na krańcach Kujaw, w połowie drogi między Włocławkiem i Toruniem.
Nowa Nieszawa uzyskała lokację miejską w 1425 roku i ponownie w 1460 roku. W latach 1973–1976 miejscowość była siedzibą gminy wiejskiej Nieszawa. W latach 1975–1998 miasto administracyjnie należało do województwa włocławskiego. Wcześniej była miastem królewskim Korony Królestwa Polskiego.
Nieszawa jest gminą miejską i zarazem najmniejszą pod względem ludności gminą województwa kujawsko-pomorskiego.

## Struktura powierzchni
Według danych z roku 2007 Nieszawa ma obszar 9,77 km², w tym:
- użytki rolne: 73%
- użytki leśne: 5%

Miasto stanowi 2,07% powierzchni powiatu.

## Demografia
Struktura demograficzna mieszkańców miasta Nieszawa wg danych z 31 grudnia 2022

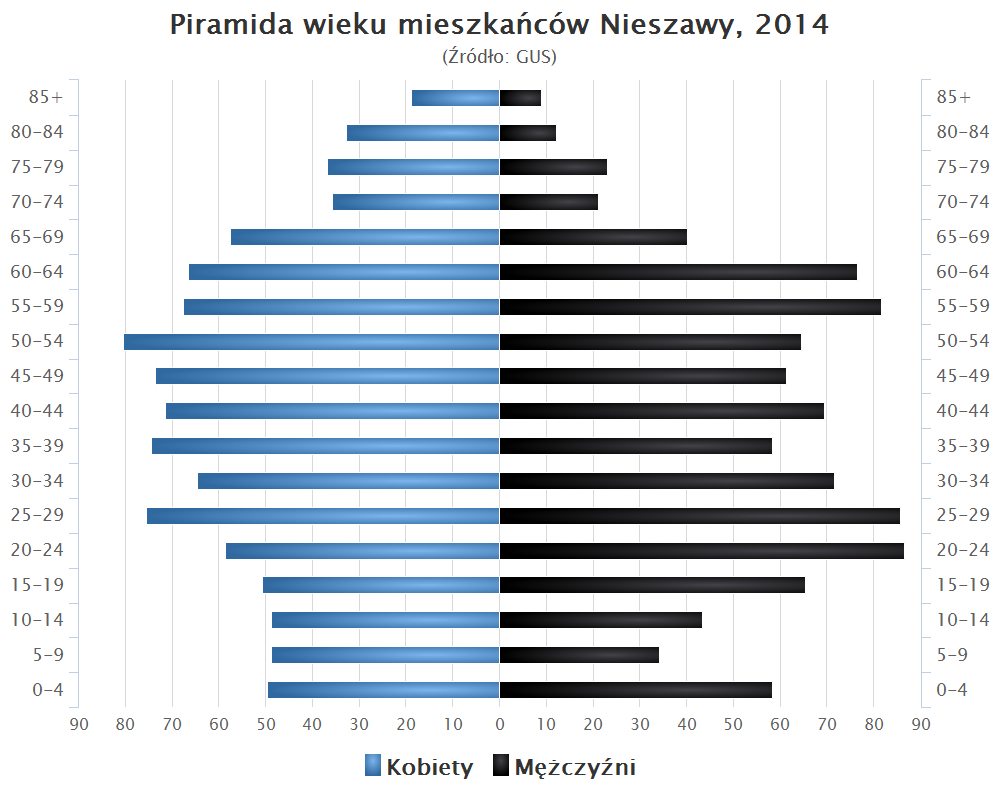
Piramida wieku mieszkańców Nieszawy w 2014 roku

| Opis                              | Ogółem | Ogółem | Mężczyźni | Mężczyźni | Kobiety | Kobiety |
| --------------------------------- | ------ | ------ | --------- | --------- | ------- | ------- |
| jednostka                         | osób   | %      | osób      | %         | osób    | %       |
| populacja                         | 1753   | 100    | 854       | 48,72     | 899     | 51,28   |
| gęstość zaludnienia (mieszk./km²) | 179,4  | 179,4  | 87,4      | 87,4      | 92,0    | 92,0    |

## Historia
Pierwsza wzmianka o Nieszawie pochodzi z 1230 r., kiedy Konrad I mazowiecki podarował gród nieszawski braciom krzyżackim. Oni to, zapewne na bazie istniejącego wcześniej grodu drewniano-ziemnego, wznieśli na lewym brzegu Wisły warowny zamek (rozebrany w 1424) w miejscu, które dziś nazywa się Mała Nieszawka i jest położone kilka kilometrów na zachód od Torunia. Gród ten stanowił siedzibę najbardziej na południe wysuniętej komturii Państwa Zakonnego. W 1410 został zajęty przez Władysława Jagiełłę. Tutaj podpisano rozejm po wojnie 1410, który w lutym 1411 parafowano w Toruniu jako pokój toruński. Ostatecznie w 1424, po pokoju mełneńskim, Nieszawa na rozkaz króla została zrównana z ziemią.
Rok później Jagiełło rozpoczął budowę Zamku Dybowskiego na lewym brzegu Wisły, naprzeciw Torunia, w miejscu jego dzisiejszej dzielnicy Podgórz. Nowo lokowane miasto, które otaczało tenże zamek, nazwano Nieszawą (znajdowało się 2 kilometry na wschód od lokalizacji pierwszej Nieszawy). Zasłynęło ono z tzw. przywilejów nieszawskich, nadanych szlachcie przez Kazimierza Jagiellończyka. Tak położona Nieszawa była przeciwwagą dla krzyżacko-niemieckiego Torunia, a przede wszystkim zagrożeniem dla korzyści płynących z handlu na skrzyżowaniu szlaków wodnych i lądowych. Toteż mieszczanie toruńscy już w 1430 przy pomocy załogi zamku krzyżackiego zniszczyli Nieszawę. Osada podniosła się ze zniszczeń po powrocie do Korony i zaczęła względnie dobrze prosperować. Niedługo jednak, w lutym 1454, mieszczanie toruńscy wystąpili na czele Związku Pruskiego przeciw Krzyżakom, zdobyli toruński zamek krzyżacki, rozpoczynając tym samym wojnę trzynastoletnią. Jednocześnie postawili ultimatum królowi polskiemu, żądając przywilejów handlowych oraz zniszczenia Nieszawy w zamian za oddanie Torunia pod lenno króla polskiego.
Ostatecznie Nieszawę przeniesiono w 1460 ok. 30 km w górę Wisły do miejsca, gdzie się znajduje obecnie. Jednak prawdopodobnie część mieszkańców nie opuściła zdegradowanej do rangi wsi osady, zwanej odtąd Starą Nieszawą, na bazie której powstał w 1555 roku Podgórz. Tak więc Nieszawa w ciągu nieco ponad 200 lat zmieniła swe położenie dwa razy, przesuwając się blisko 40 km w górę Wisły. Nowe położenie miasta okazało się korzystne, w ciągu XV i XVI w. nastąpił rozwój Nieszawy jako ośrodka handlu zbożem, któremu kres położyły najazdy szwedzkie w drugiej połowie XVII w. W 1793 miasto znalazło się w granicach zaboru pruskiego, od 1807 do 1815 w Księstwie Warszawskim, następnie w Królestwie Polskim (zabór rosyjski).
20 sierpnia 1933 miejscowa przeprawa promowa zaczęła być obsługiwana jednostką z silnikiem, którą nazwano imieniem wojewody warszawskiego Stanisława Twardo.
Nieszawa została zajęta przez Armię Czerwoną w dniach 21/22 stycznia 1945 roku, co zakończyło okres okupacji niemieckiej. Pozostałe na miejscu osoby pochodzenia niemieckiego uwięziono w budynku byłej komory celnej. W nocy z 8 na 9 kwietnia 1945 r. ok. 15 osób spośród zatrzymanych zostało zabitych. Sprawcami mordu byli miejscowi milicjanci oraz funkcjonariusze Powiatowego Urzędu Bezpieczeństwa Publicznego z Aleksandrowa Kujawskiego. Wśród ofiar byli cywile: mężczyźni, kobiety i dzieci.
W 2002 r. uchwałą Rady Miasta papież Jana Paweł II został obywatelem honorowym Nieszawy. Upamiętnia to tablica na ścianie ratusza. W 2003 r. władze miejskie patronką Nieszawy ogłosiły św. Jadwigę Królową.
W 2016 r. w budynku ofiarowanym przez Jolantę i Tadeusza Tomalów z Ciechocinka, rozpoczął działalność Środowiskowy Dom Samopomocy „Szymonówka” dla osób niepełnosprawnych, będący filią Fundacji im. Brata Alberta. Nazwa powstała na cześć tragicznie zmarłego syna ofiarodawców.

## Architektura

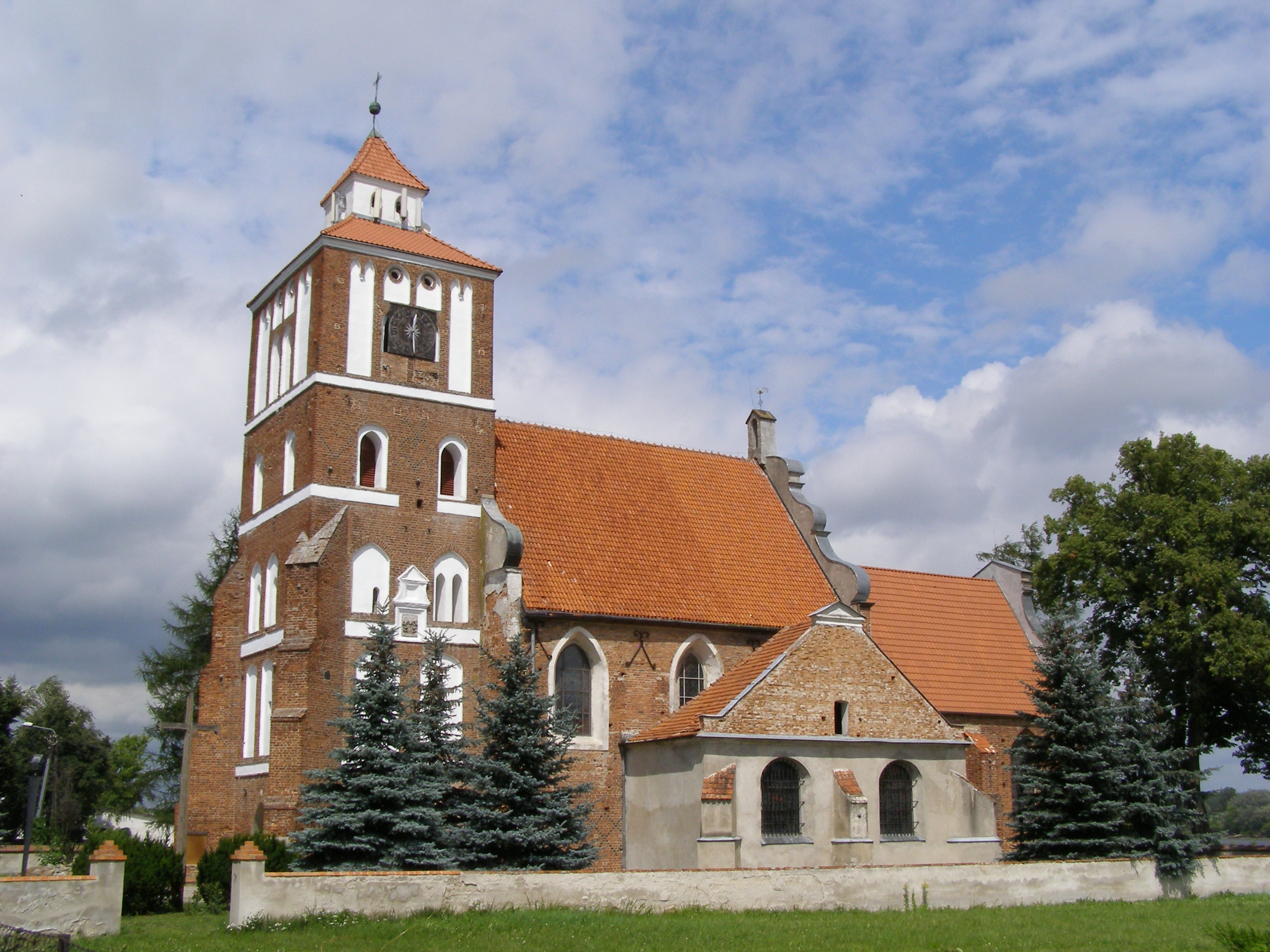
Kościół św. Jadwigi

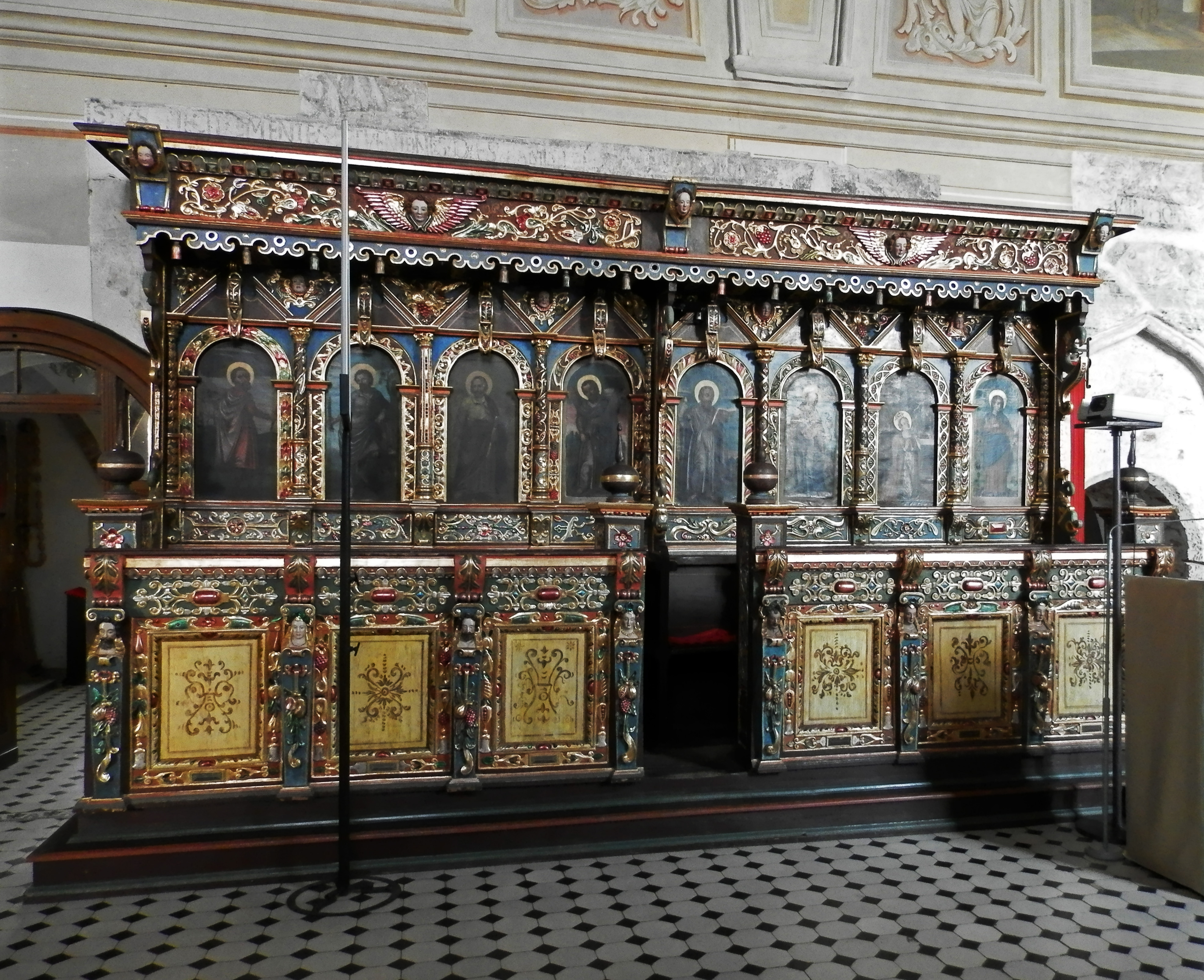
Stalle w kościele św. Jadwigi

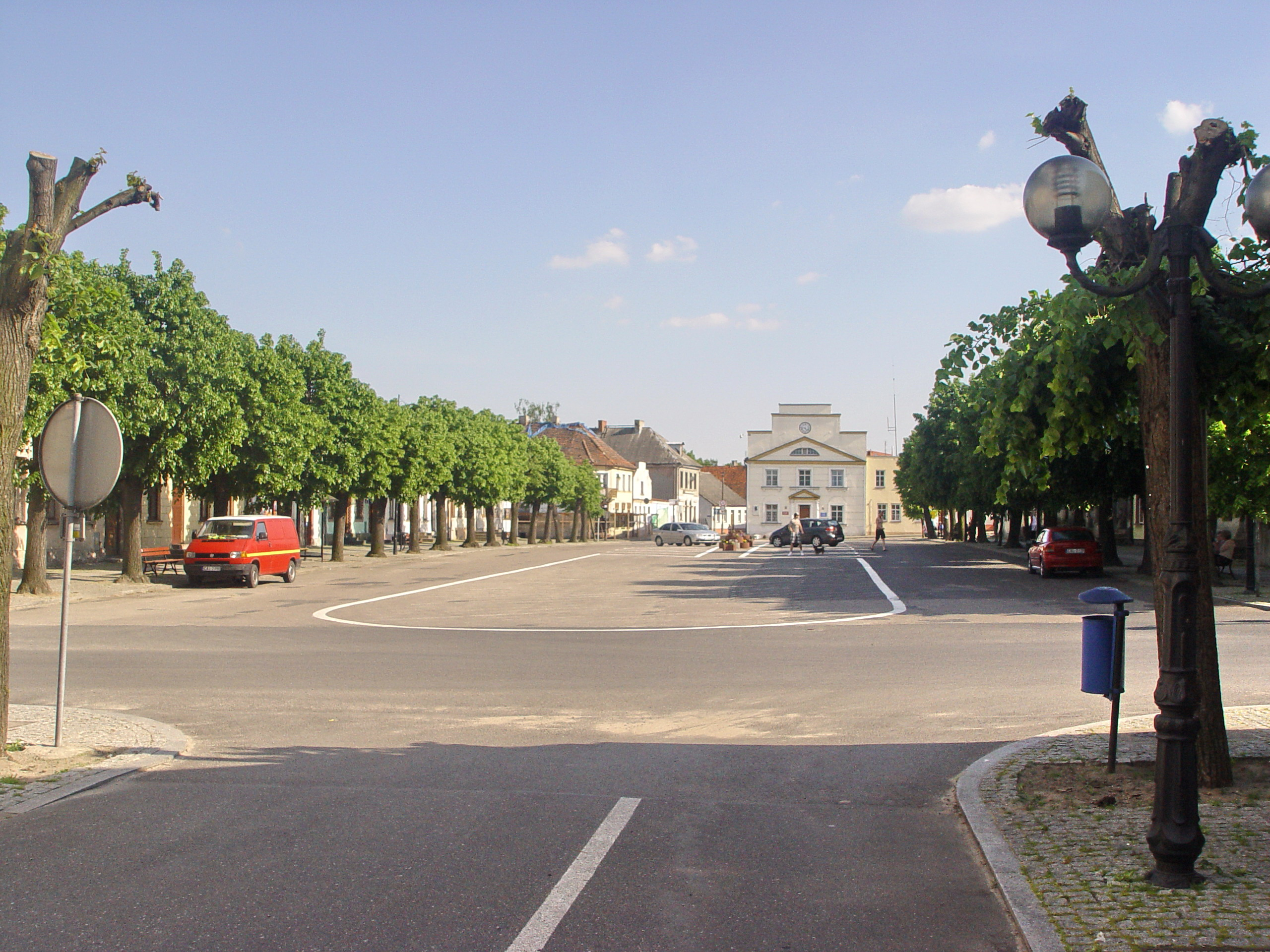
Rynek – widok od strony północnej

### Układ urbanistyczny i rozwój przestrzenny
Miasto na obecnym miejscu zostało lokowane w 1460 r., z tego czasu pochodzi zrąb obecnego układu urbanistycznego z prostokątnym, wydłużonym rynkiem (ob. pl. Kazimierza Jagiellończyka). Plan był regulowany w latach 1822–1850 według projektu geometry Stanisława Zawiszy, i z tego czasu pochodzi większość zabudowy miejskiej. Przy południowej pierzei rynku, na narożu z ul. 3 Maja usytuowany jest klasycystyczny ratusz. Wzdłuż północnej i południowej pierzei rynku przebiegają trakty, wychodzące z każdego naroża jedną ulicą (z naroży południowych ulice Sienkiewicza i Piekarska, z północnych ul. Mickiewicza). Kolejny trakt, przebiegający przez rynek, równolegle do jego osi, a prostopadle do poprzednio wymienionych, tworzą ulice 3 Maja i Noakowskiego. W północnej części miasta, w kwartale ograniczonym ulicami Noakowskiego, Krzywdów i Bieńków oraz skarpą wiślaną, położony jest gotycki kościół parafialny pw. św. Jadwigi. Po przeciwnej stronie miasta ulokowano barokowy zespół klasztorny pofranciszkański z kościołem Podwyższenia Krzyża św. oraz, w stronę Wisły od niego, zespół dawnego folwarku klasztoru franciszkanów z komorą celną.

### Zabytki i atrakcje turystyczne

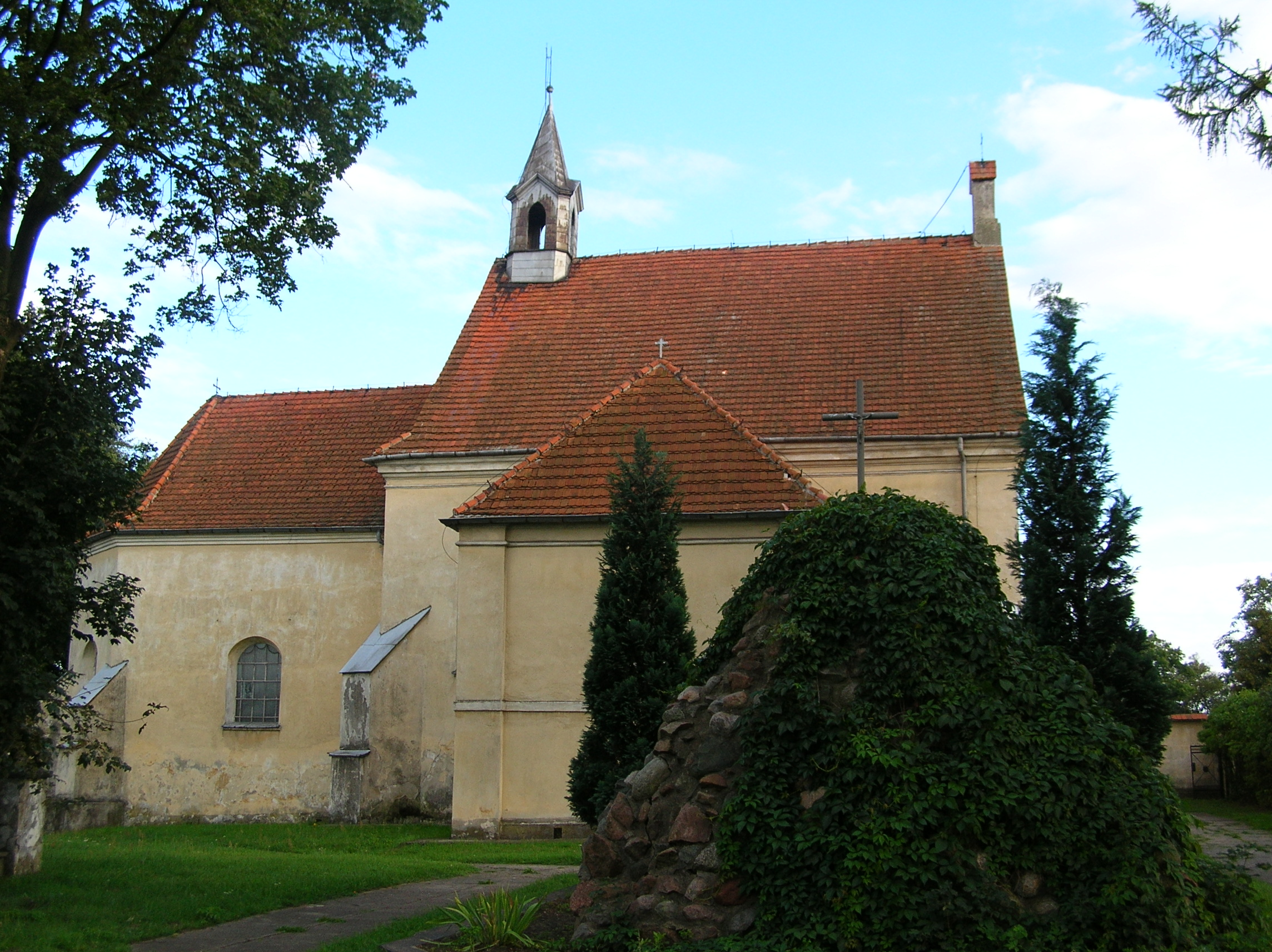
Kościół franciszkański z XVII w.

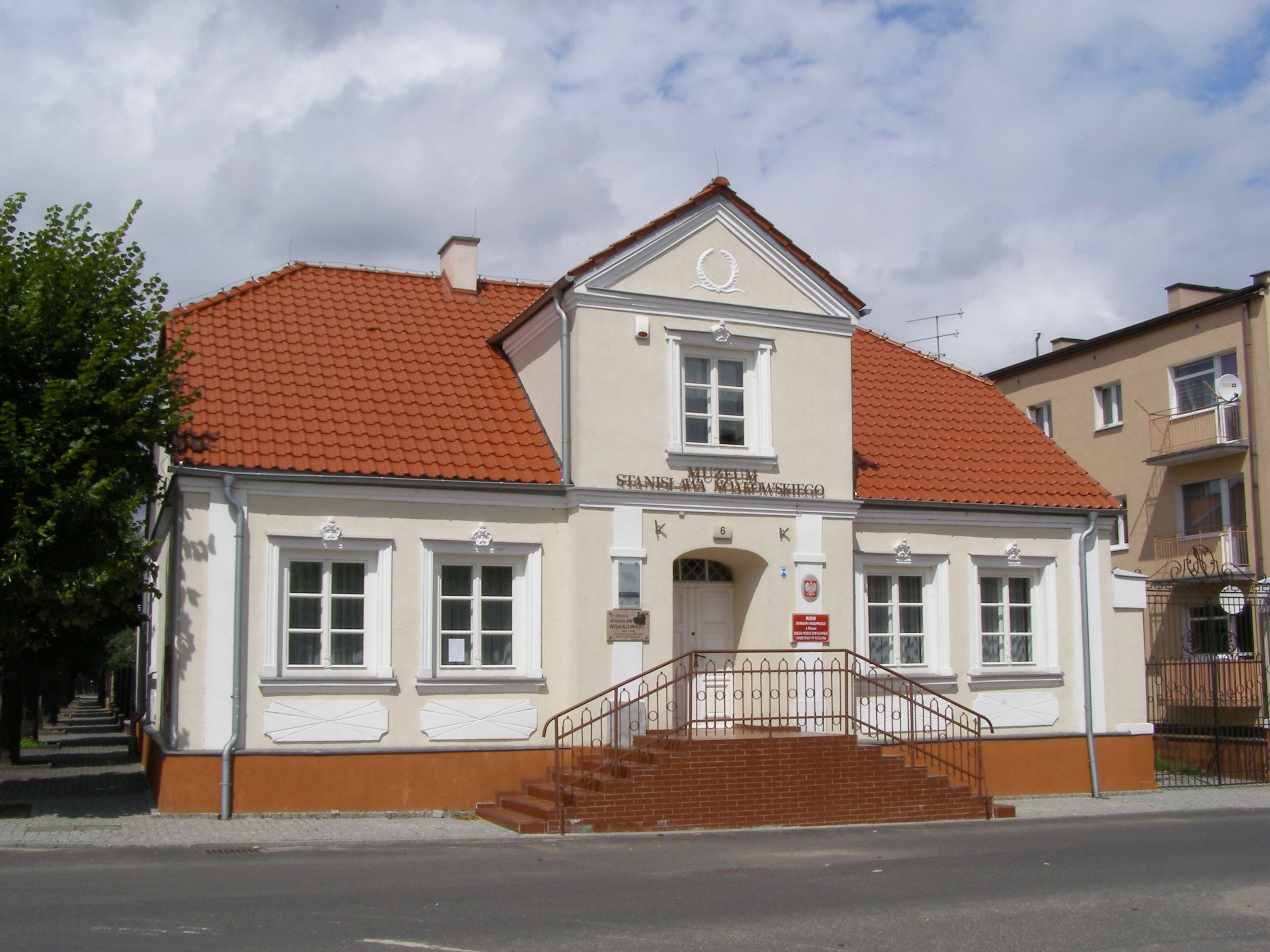
Muzeum w Nieszawie

- późnogotycki kościół św. Jadwigi z końca XV w. z barokowym wyposażeniem wnętrza z XVII–XVIII w. (stalle w prezbiterium, tron biskupi, ołtarze, chór muzyczny, ławki dla wiernych, ambona). Wewnątrz XVI-wieczne freski i monumentalne malowidła z 1629, na których królom, składającym pokłony Dzieciątka Jezus, nadano rysy Zygmunta III Wazy oraz Władysława IV.
- zespół klasztoru franciszkanów z XVII w. z kościołem Św. Krzyża (Znalezienia Krzyża Św.)
- klasycystyczny ratusz z 1821 r.
- plebania – miejsce urodzenia Stanisława Noakowskiego (w 1867) i dom przy ul. Mickiewicza 6 w którym mieszkał, obecnie muzeum jemu poświęcone
- zabudowa miejska z lat 1822–1850 – domy drewniane i murowane, głównie przy pl. Kazimierza Jagiellończyka oraz ulicach 3 Maja, Kościuszki, Mickiewicza i Sienkiewicza
- kamienica Sobierajów z 1900 r. przy ul. Mickiewicza
- kopiec przy ul. Zjazd ku czci powstańców styczniowych z kapliczką
- przeprawa promowa przez Wisłę.

## Szlaki turystyczne

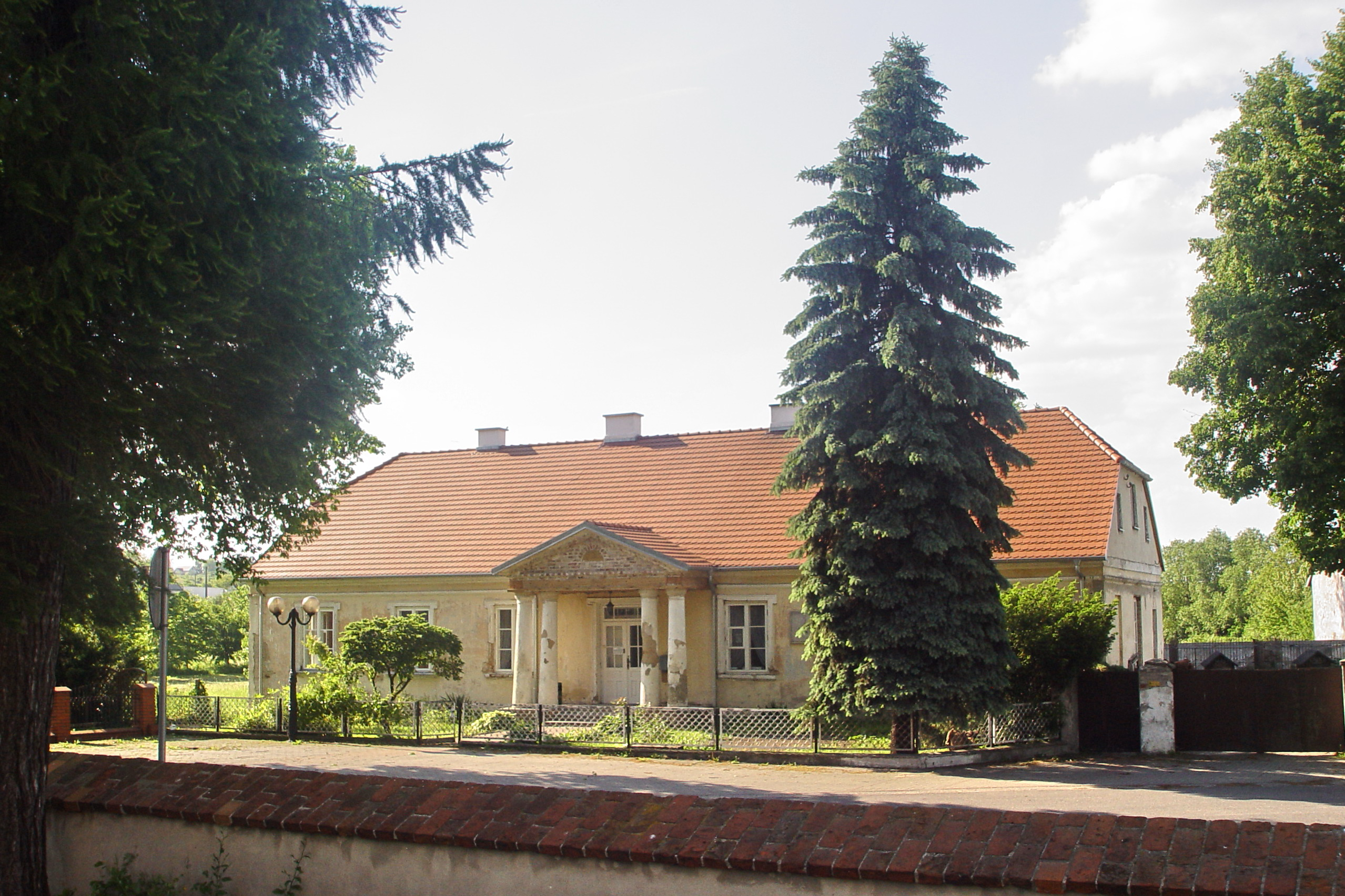
Plebania, miejsce narodzenia Stanisława Noakowskiego

- szlak turystyczny im. S. Noakowskiego (41 km) Toruń – Rudak – Czerniewice – Otłoczyn – Wołuszewo – Ciechocinek – Raciążek – Nieszawa
- Rowerowy (63 km): Toruń – Brzoza – Otłoczyn – Wołuszewo – Ciechocinek – Raciążek – Nieszawa – Włoszyca – Gąbinek – Włocławek

## Filmowa Nieszawa

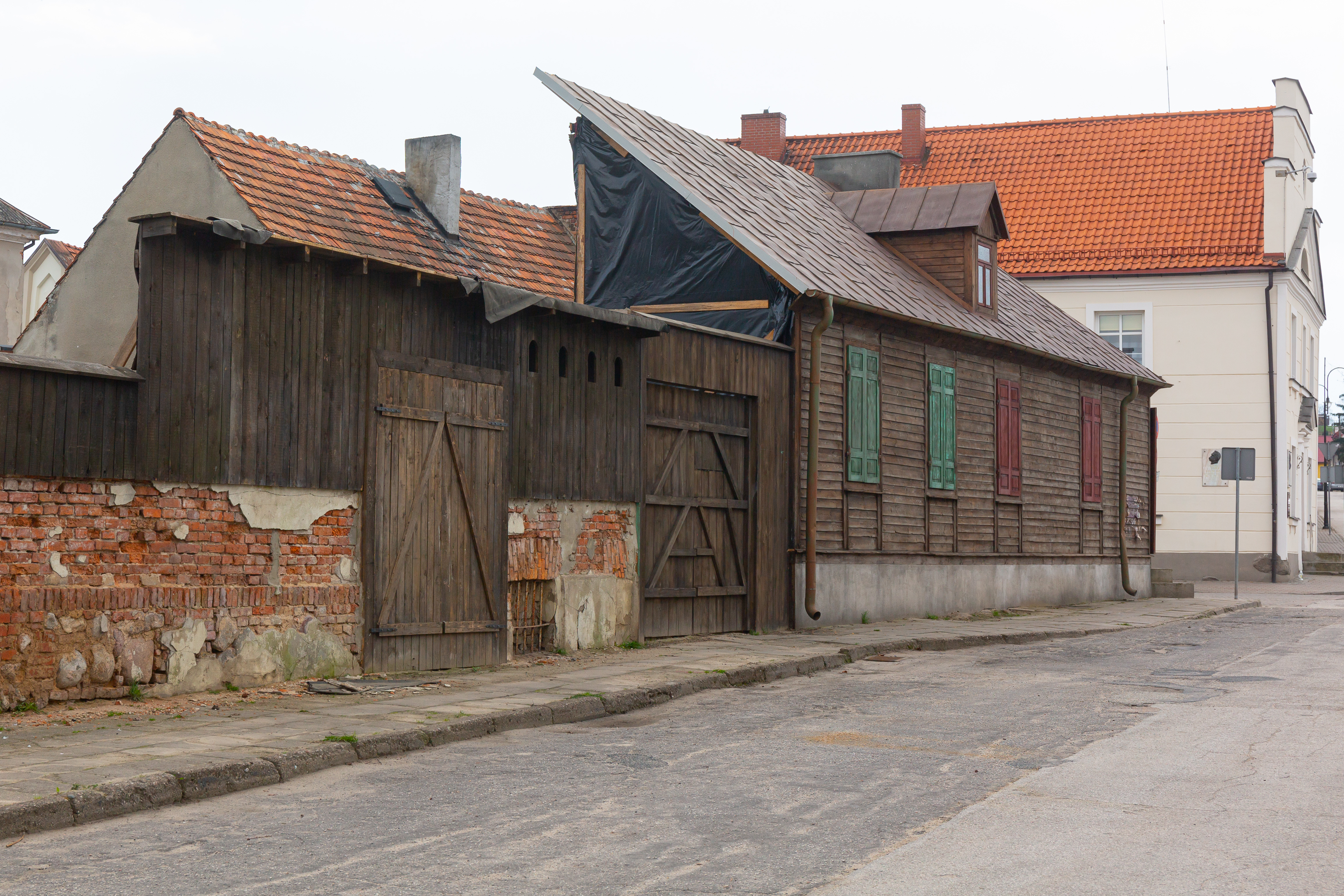
Nieszawa, drewniana scenografia do filmu Wesele Wojciecha Smarzowskiego

Nieszawa była miejscem kręcenia zdjęć do filmów fabularnych takich jak:
- Wiosna Panie Sierżancie – z 1974 w reżyserii Tadeusza Chmielewskiego, w filmie wystąpili m.in. Józef Nowak, Małgorzata Pritulak, Tadeusz Fijewski.
- Ballada o Piotrowskim – z 2007 w reżyserii Rafała Kapelińskiego, wystąpili m.in. Krzysztof Kiersznowski, Zbigniew Zamachowski, Elżbieta Jarosik, Zofia Merle
- Wszystko płynie – z 2011 w reżyserii Piotra Iwanowa
- Niedoczas – krótkometrażowy film z 2015 w reżyserii Konrada Drzewieckiego
- Excentrycy, czyli po słonecznej stronie ulicy – z 2016 w reżyserii Janusza Majewskiego, w filmie uwieczniono kościół parafialny, przystań promową oraz prom.
- Wesele – z 2021 w reżyserii Wojciecha Smarzowskiego, w filmie widoczny jest m.in. ratusz.
- Lipowo. Zmowa milczenia. Serial na podstawie książki Katarzyny Puzyńskiej[17]

## Sąsiednie gminy
Bobrowniki, Czernikowo, Raciążek, Waganiec